# Ammodiscoides
Ammodiscoides, en ocasiones erróneamente denominado Arammodiscodum, es un género de foraminífero bentónico de la subfamilia Ammodiscinae, de la familia Ammodiscidae, de la superfamilia Ammodiscoidea, del suborden Ammodiscina y del orden Astrorhizida. Su especie-tipo es Ammodiscoides turbinatus. Su rango cronoestratigráfico abarca desde el Pennsylvaniense (Carbonífero superior) hasta la Actualidad.

## Discusión
Clasificaciones previas incluían Ammodiscoides en el suborden Textulariina del orden Textulariida.

## Clasificación
Ammodiscoides incluye a las siguientes especies:
- Ammodiscoides japonicus
- Ammodiscoides turbinatus